# 琴牢

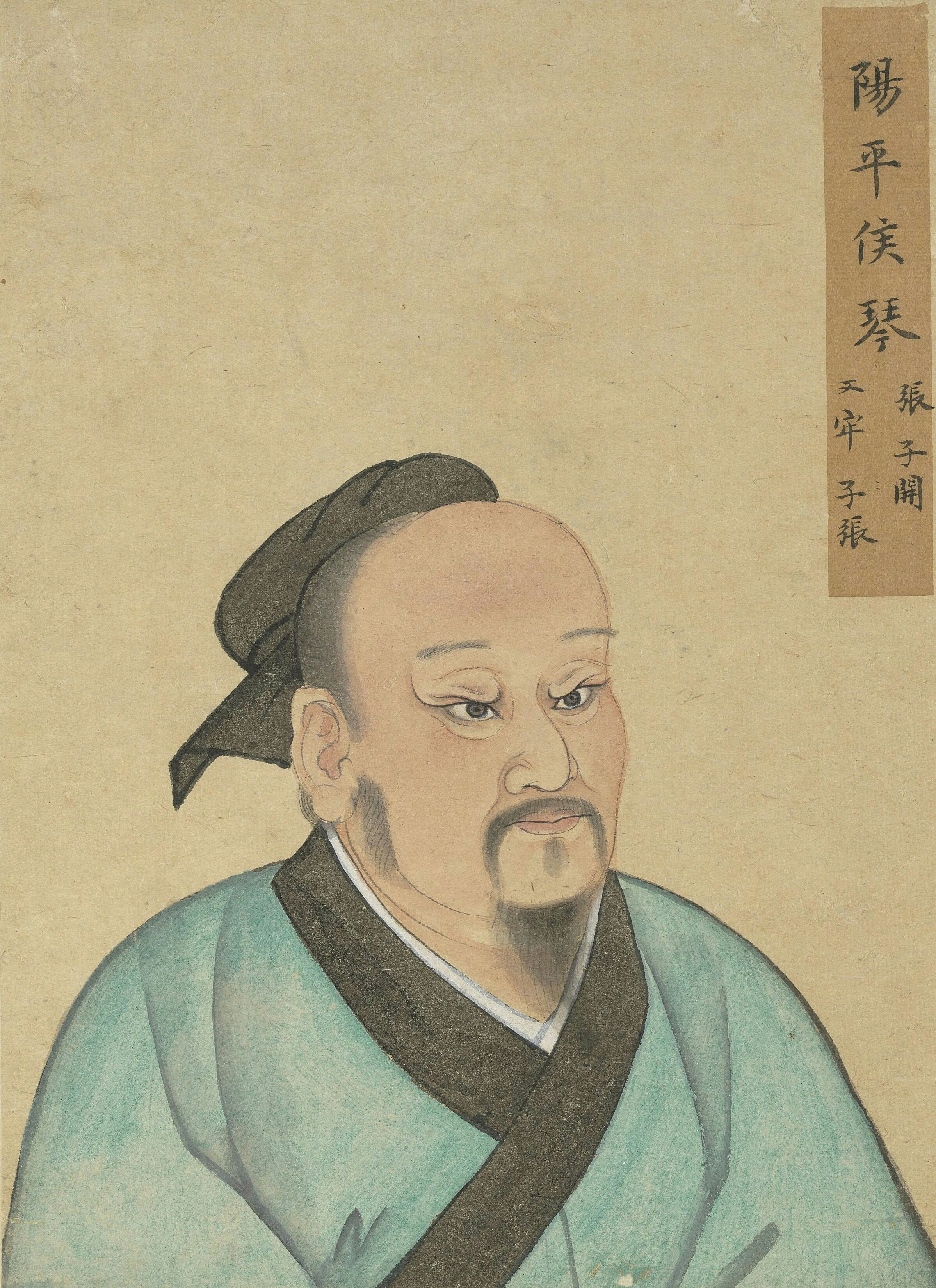
琴張

琴牢（？—？），字子开，一字子张，又称琴张，《孔子家语·弟子解》有其名，《史记·仲尼弟子列传》沒有其名。春秋时期卫国人。孔子弟子。

## 生平
琴张听说宗鲁死了，准备去吊唁。孔子说：“齐豹變坏，孟絷被害，都是因為他，你为什么要去吊唁呢？君子不食坏人的俸禄，不受动乱，不为了利被邪恶所扰，不以恶对待别人，不袒护不义，不做事非礼。” 。孔子在陈时，想念起在鲁国的狂士学生，孟子说：“如琴张、曾皙、牧皮者，孔子之所谓狂矣”

## 歷代追封
- 漢明帝永平十五年（72年）從祀孔廟。
- 唐玄宗開元二十七年（739年）封南陵伯。
- 宋真宗大中祥符二年（1009年）封顿丘侯。
- 宋徽宗政和六年（1116年）封平阳侯。
- 明世宗嘉靖九年（1530年）封先賢琴子。